# هنري جونسون
وهو سياسي أمريكي والحاكم الخامس لولاية لويزيانا الأمريكية ولد هنري جونسون في 14 أيلول - سبتمبر من سنة 1783 في تينيسي بدا هنري جونسون حياته المهنية كمحام غي ولاية فرجينيا الأمريكية وفي عام 1824 أصبح هنري جونسون حاكما على ولاية لويزيانا الأمريكية وقد استمر جونسون في منصبه كحاكم على الولاية إلى سنة 1828 توفي هنري جونسون في 4 أيلول - سبتمبر من سنة 1864 في ولاية لويزيان الأمريكية.